# Tanque BT
La serie de tanques BT, apodados  Bystrochodnij Tankov ("Tanques rápidos"), fueron creados en la década de 1930 por el ejército soviético como "Tanques de Caballería", aunque generalmente se encuadran dentro de los tanques ligeros. Comparado con el T-26, la diferencia más notable es su gran velocidad y relación potencia/peso, así como la posibilidad de rodar con orugas o sobre ruedas, mientras que en términos de armamento y blindaje compartían características: ligeramente protegidos y con una buena capacidad antitanque para su época.

## Primeras impresiones
Los tanques BT eran "convertibles", ya que podían pasar de avanzar sobre orugas a pasarse a las ruedas en apenas 30 minutos. Esta característica fue diseñada por J. Walter Christie para reducir los problemas de fiabilidad de las orugas de principios de 1930. La conversión entre orugas y ruedas permitía al BT moverse con rapidez por terrenos suaves a grandes velocidades. Para ello, la rueda delantera se desbloqueaba, permitiendo el movimiento de la misma para poder hacer los giros en carretera. Sin embargo, los soldados soviéticos encontraron poco práctico este sistema al estar en un país con pocas carreteras pavimentadas y aumentar el peso y volumen del tanque innecesariamente. El invento se desestimó en futuros tanques soviéticos.
Los tanques BT entraron en combate por primera vez en la guerra civil española y en la Guerra de Invierno, también en los inicios de la Segunda Guerra Mundial. Sirvió como plataforma de diseño para diversas piezas de artillería autopropulsada, pruebas de blindaje y entre otras cosas, influyó en el diseño del tanque soviético más famoso de la Segunda Guerra Mundial, el T-34.

## Historia
En 1930, agentes soviéticos emplearon sus contactos políticos para persuadir al Ejército estadounidense y a sus oficiales a fin de obtener los planos y especificaciones del tanque Christie para la Unión Soviética. Al menos dos tanques M1931 Christie fueron enviados a los soviéticos (sin sus torretas), a los cuales se les falsificó la documentación para que pasasen como tractores agrícolas. Ambos tanques fueron enviados a la planta de montaje de Járkov. 
El tanque Christie tenía un blindaje inclinado de 40 grados y tenía el nombre de "Tanque Rápido", que luego se abrevió a BT por los propios soviéticos. En octubre de 1931 se completaron los tres primeros prototipos BT-2 sin armamento y en 1932 dio comienzo su producción en masa. La mayoría de los BT-2 fueron equipados con cañones de 37 mm junto con una ametralladora DT, pero la falta de cañones de 37 mm provocó que algunos de los primeros modelos fueran equipados con tres ametralladoras. El BT-3 y modelos posteriores fueron equipados con el cañón de 45 mm, superior a la mayoría de los cañones instalados en tanques de la época. El blindaje inclinado del glacis del modelo Christie fue adoptado en los cascos de los futuros tanques soviéticos, siendo empleado también en los laterales en varios modelos.
En 1937, un nuevo equipo de diseño se formó junto con el famoso diseñador Mijaíl I. Koshin para crear la siguiente generación de tanques BT. El equipo creó un prototipo llamado A-20, pero solo construyeron un derivado mejor armado y protegido llamado A-32, un "tanque universal" para reemplazar al tanque de infantería T-26 y a la serie de tanques de crucero BT. El diseño tenía controversias, pero se concentraba en el desempeño del tanque bajo el peligro de un ataque relámpago alemán, permitiendo la aprobación y producción de un tanque con más blindaje y mejor armamento, como el T-34.

## Producción
La serie de tanques rápidos BT ha sido producida en serie y en diferentes versiones como se muestra en la siguiente tabla.
|       | 1932 | 1933 | 1934  | 1935 | 1936  | 1937 | 1938  | 1939  | 1940 | Total |
| ----- | ---- | ---- | ----- | ---- | ----- | ---- | ----- | ----- | ---- | ----- |
| BT-2  | 396  | 224  | -     | -    | -     | -    | -     | -     | -    | 620   |
| BT-5  | -    | 857  | 1.089 | -    | -     | -    | -     | -     | -    | 1.946 |
| BT-7  | -    | -    | 1     | 500  | 1.044 | 628  | 1.098 | 1.341 | 1    | 4.613 |
| BT-7A | -    | -    | 1     | -    | 5     | 149  | -     | -     | -    | 155   |
| BT-7M | -    | -    | -     | -    | -     | -    | 4     | 5     | 779  | 788   |

## Variantes

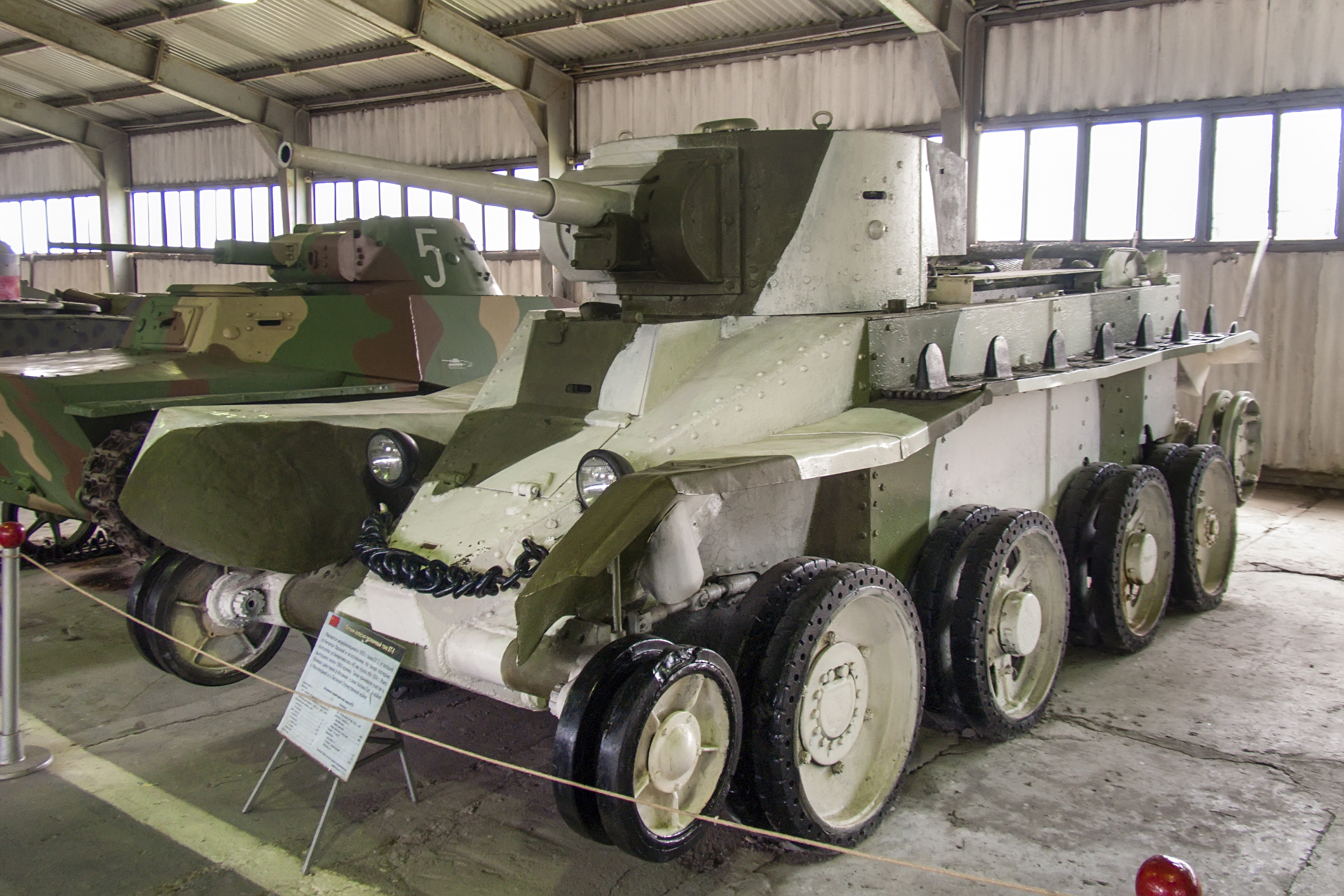
BT-5 del Museo de Blindados de Kúbinka.

La serie de tanques BT tuvieron varias versiones para mejorar pequeños defectos, pero sobre todo haciendo hincapié en el armamento y cambios de motor, los cuales eran bastante defectuosos y poco fiables.
- BT-1: Prototipo Christie.
- BT-2 Modelo 1932: Armado con un cañón de 37 mm y equipado con un motor M-5.
- BT-5: Con una torreta cilíndrica más grande, cañón de 45 mm y una ametralladora montada en un afuste hemisférico.
  - BT-5 Modelo 1933: Se rediseñó la torreta con escotillas a los lados, se alargó y se añadió una ametralladora coaxial.
  - BT-5PKh: Versión de vadeo de ríos (prototipo).
  - BY-5A: Versión de apoyo de artillería, con el cañón corto de 76,2 mm (producción limitada).
  - BT-5 Lanzallamas: Tanque lanzallamas.
  - PT-1A: Variante anfibia con nuevo casco (producción limitada).
- BT-7 Modelo 1935: Torreta ensamblada por soldadura, glacis del casco reformado y nuevo motor M-17 .
  - BT-7 Modelo 1937: Torreta de nuevo diseño, con blindaje inclinado.
  - BT-7TU: Versión de mando con nueva antena.
  - BT-7A: Versión de apoyo de artillería, con el cañón corto de 76,2 mm.
  - OP-7: Versión lanzallamas con depósito exterior.
- BT-7M[4] (1938, prototipo designado A-8: a veces mencionado como BT-8): Nuevo motor diésel V-2 reemplazando el antiguo de gasolina, tres ametralladoras DP-27: una coaxial, otra en la parte trasera de la torreta montada en un afuste hemisférico y finalmente una antiaérea.
- BT-IS: Prototipo con blindaje inclinado pesado; predecesor del diseño del blindaje del T-34.
- BT-SW-2 Cherepakha (Tortuga): Otro prototipo, con blindaje sumamente inclinado.
- A-20: Prototipo para un nuevo tanque BT, con blindaje de 20 mm de espesor, cañón de 45 mm, motor diésel V-2 y 8×6 ruedas convertibles. Falló las pruebas con el A-32, el cual estaba mucho más mejorado y que finalmente fue producido como el T-34.BT-42 finlandés del Museo de Tanques de Parola.

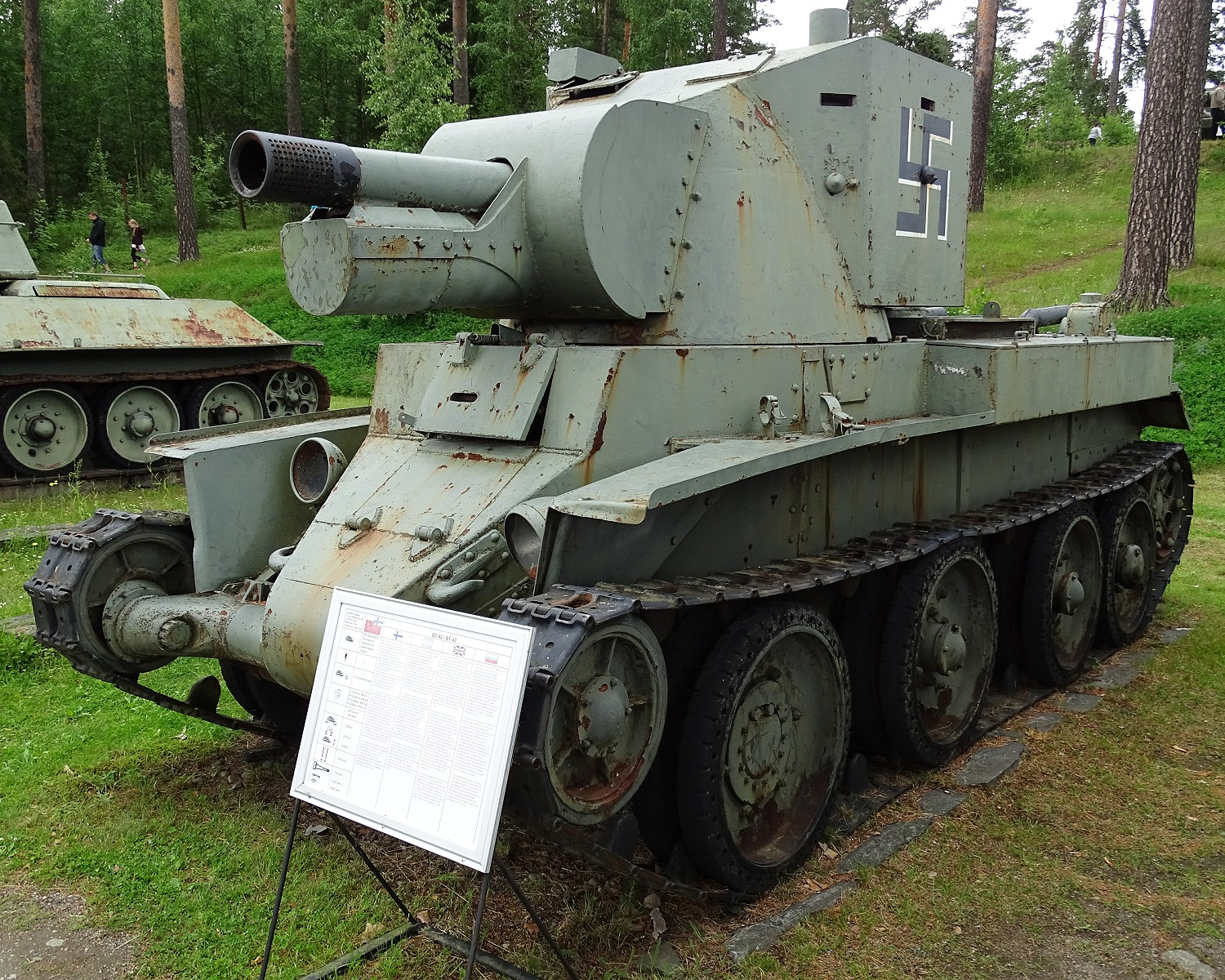
BT-42 finlandés del Museo de Tanques de Parola.

- TTBT-5, TTBT-7: tanque operado a control remoto.
- RBT-5: Prototipo lanzacohetes del BT-5, armado con dos cohetes TT-250 de 420 mm.

### Variantes extranjeras
- BT-42: Cañón de asalto finlandés. Es un BT-7 capturado, que fue rearmado con un obús británico de 114 mm. Se le retiró la ametralladora coaxial DT y se le rediseñó la torreta para instalar el nuevo cañón.
- BT-43: Transporte blindado de personal finlandés. Es un BT-7 capturado, al que se le eliminó la torreta y se instaló un parapeto de madera con 2 portones traseros para desembarcar rápidamente. Solo se fabricó uno y se desguazó en 1945.

## Especificaciones de cada versión
La serie BT sufrió muchas mejoras y tuvo varias versiones a medida que pasaban los años, pasando de un armamento ligero a uno más eficaz, al igual que su autonomía mejoró. En la siguiente tabla se muestra una comparación entre las versiones más importantes del BT:
|                          | BT-2            | BT-5            | BT-7            | BT-7A                | BT-7M            |
| Tripulación              | 3               | 3               | 3               | 3                    | 3                |
| Peso                     | 10.2 t          | 11.5 t          | 14 t            | 14.5 t               | 14.7 t           |
| Largo                    | 5.58 m          | 5.58 m          | 5.66 m          | 5.66 m               | 5.66 m           |
| Anchura                  | 2.23 m          | 2.23 m          | 2.29 m          | 2.29 m               | 2.29 m           |
| Altura                   | 2.20 m          | 2.25 m          | 2.42 m          | 2.52 m               | 2.42 m           |
| Blindaje                 | 6–13 mm         | 6–13 mm         | 6–13 mm         | 6–13 mm              | 6–22 mm          |
| Armamento principal      | Modelo 30 37 mm | Modelo 32 45 mm | Modelo 34 45 mm | Modelo 27/32 76,2 mm | Modelo 38 45 mm  |
| Munición                 | 96 proy.        | 115 proy.       | 146 proy.       | 50 proy.             | 146 proy.        |
| Ametralladoras           | DT              | DT              | DT              | 2×DT                 | 3×DT             |
| Motor CV Tipo            | 400 CV Liberty  | 400 CV M-5      | 500 CV M-17T    | 500 CV M-17T         | 450 CV V-2       |
| Depósito                 | 400 l gasolina  | 360 l gasolina  | 620 l gasolina  | 620 l gasolina       | 620+170 l diésel |
| Velocidad carretera      | 100 km/h        | 72 km/h         | 86 km/h         | 86 km/h              | 86 km/h          |
| Potencia/Peso            | 39 CV/t         | 35 CV/t         | 36 CV/t         | 34 CV/t              | 31 CV/t          |
| Autonomía carretera      | 300 km          | 200 km          | 250 km          | 250 km               | 700 km           |
| Autonomía a campo través | 100 km          | 90 km           | 120 km          | 120 km               | 400 km           |

## Empleo en combate

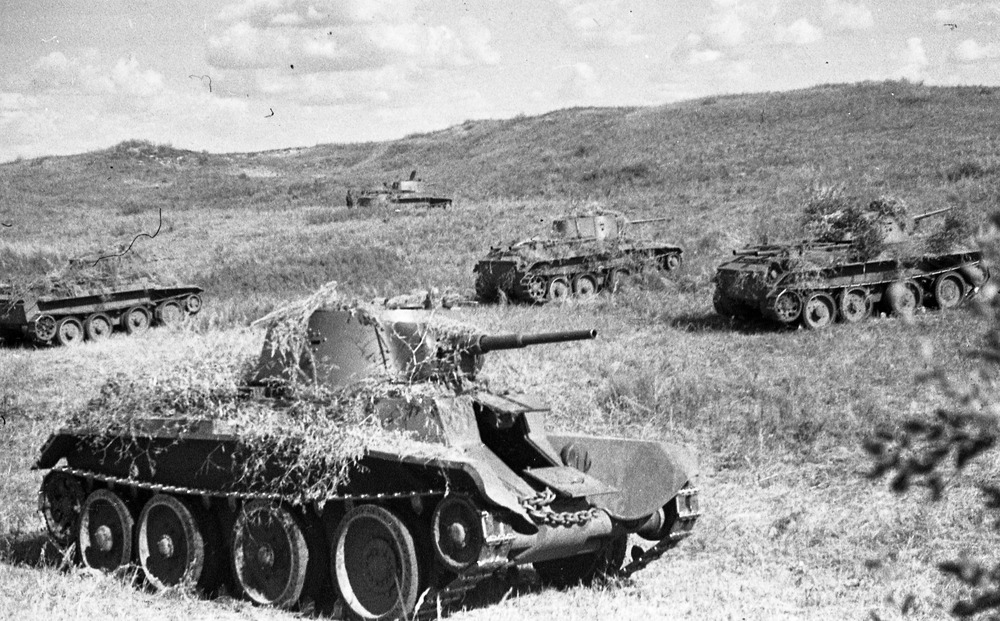
Varios tanques BT durante la Batalla de Jaljin Gol.

Los tanques BT fueron usados en varias ocasiones durante la Segunda Guerra Mundial. Un regimiento de BT-5 vio acción en la guerra civil española en el bando Republicano con 50 unidades, donde fácilmente podían destruir a sus contrapartes alemanas e italianas gracias a la potencia del cañón de 45 mm, aunque ardían fácilmente. En las escaramuzas contra Japón en 1939 (incluyendo la Batalla de Jaljin Gol), ambos BT-5 y BT-7 fueron empleados. De hecho, los BT generalmente fueron superiores a los tanques japoneses que eran más ligeros y estaban peor armados. Contra Finlandia durante la Guerra de Invierno los BT, principalmente modelos BT-2 y BT-5, tuvieron menos éxito: las fuerzas finlandesas estaban bien entrenadas y altamente motivadas, defendiendo terrenos escabrosos; además, el ligero blindaje de los BT era vulnerable a los cañones antitanque finlandeses.
En la Segunda Guerra Mundial, los BT-5 y BT-7 tomaron parte en la ocupación soviética en el este de Polonia en 1939, y en gran número de combates en 1941. La mayoría de esos tanques fueron abandonados o destruidos en la desastrosa campaña soviética de 1941. Unos pocos continuaron en uso durante 1942, pero se volvieron bastante escasos después de ese periodo.

El Ejército Rojo planeó reemplazar la serie BT con el T-34 y lo había empezado a hacer justo cuando se inició la Operación Barbarroja.

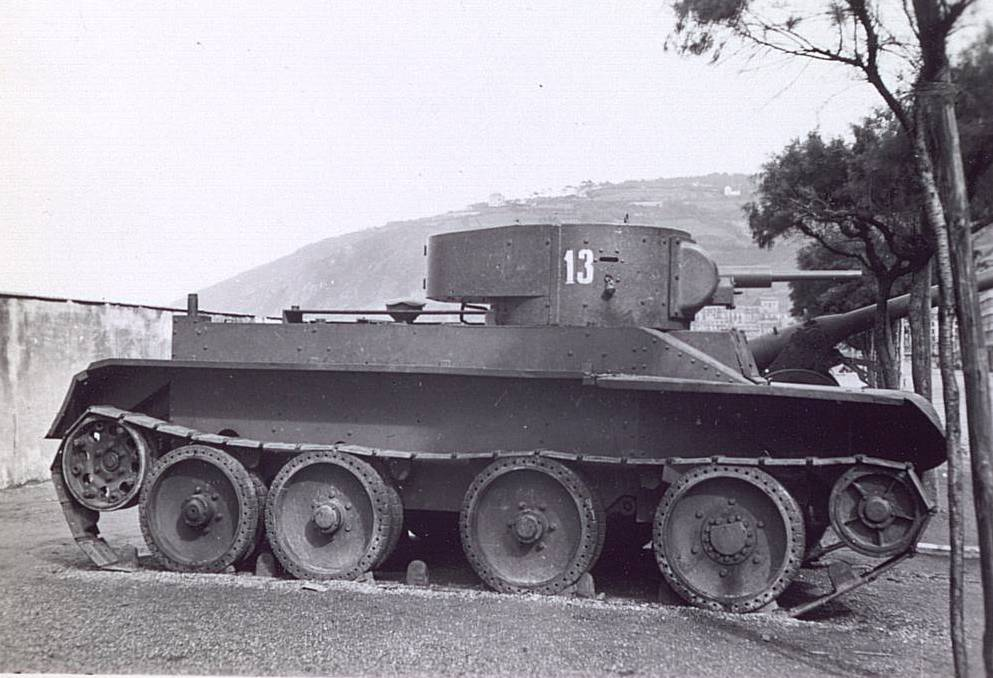
Un BT-5 de los suministrados al Ejército Popular de la República.

En el Lejano Oriente, un número significativo de tanques BT-7 lucharon durante la Operación Tormenta de Agosto contra los japoneses en Manchuria en agosto de 1945. Este fue el último combate en el que los BT tomaron parte en un conflicto armado.

## Legado tecnológico
La serie BT fue numerosa, formando el núcleo, de preguerra, de los 'tanques de caballería' en el Ejército Rojo. Tenían mucha mejor movilidad que otros diseños contemporáneos. Por estas razones, se realizaron tantos experimentos y derivados del diseño, la mayoría llevados a cabo en la fábrica KhPZ en Járkov, la Ucrania soviética.
El mayor legado del BT fue el diseño del T-34, derivado en parte de aquel. El T-34 tuvo muchas innovaciones, sin nada que ver con el BT, pero su linaje es evidente. Por añadidura, un desarrollo tecnológico importante fue la serie BT-IS y BT-SW-2 de vehículos de pruebas, los cuales demostraron la eficiencia de los vehículos con blindaje muy inclinado. Este concepto quedó altamente arraigado en la forma del blindaje del T-34.
Los cascos de los BT fueron también empleados para vehículos de apoyo para ingenieros, y en prototipos con variantes de movilidad. Su versión posapuentes tenía la torreta del T-38 y tendía un puente sobre trincheras pequeñas. Tanques estándar también fueron empleados como transportes. El RBT-5 tenía un par de grandes rieles para lanzar cohetes, uno a cada lado de la torreta. Varios diseños con orugas extremadamente anchas, incluyendo de madera, fueron probados en tanques BT.
El KBT-7 fue un moderno tanque de mando, que estaba en fase de prototipo, cuando estalló la Segunda Guerra Mundial. El diseño no continuó durante la guerra.
En las maniobras de Kiev de 1936, los observadores militares extranjeros vieron cientos de tanques BT en movimiento. En la audiencia, habían representantes del Ejército británico, los cuales propusieron el uso de la suspensión Christie en sus tanques de caballería cuando volvieron a su país. Los tanques británicos Crusader y Cromwell usaron suspensiones derivadas del sistema Christie, tras haber visto los BT. También el diseño del glacis del BT influyó altamente en el del Matilda II.

## Usuarios
- Unión Soviética - operador principal.
- Alemania nazi - empleó vehículos capturados.[7]
- Finlandia – empleó vehículos capturados.[8]
- Hungría – empleó vehículos capturados.[8]
- República de China – unos 30 BT-5.
- República Popular de Mongolia- unos 15 BT-7.[9]
- Rumania – empleó vehículos capturados BT-2 y BT-7.[10]
- Segunda República Española - unos 50 BT-5.[11]